# Смертная казнь в Китае
Смертная казнь в КНР применяется чаще, чем в любой другой стране, хотя официальная статистика до сих пор не сообщает точного числа казнимых (ориентировочно оно составляет 15000 в год).
В настоящее время смертная казнь применяется как наказание за целый ряд преступлений (по данным правозащитных организаций в 2015 году в КНР казнено свыше 16000 человек за преступления в сфере коррупции). Подавляющее большинство казней применяется за незаконный оборот наркотиков в крупных размерах и коррупцию в крупных масштабах. Смертная казнь не применяется в Гонконге и Макао, которые являются самостоятельными юрисдикциями в соответствии с принципом «одна страна, две системы». Статья 49 в китайском уголовном кодексе запрещает смертную казнь преступников, которым было менее 18 лет на момент совершения преступления. Также в КНР существует практика вынесения в некоторых случаях смертного приговора с отсрочкой исполнения на 2 года. Чаще всего такая отсрочка означает освобождение от смертной казни, так как согласно статье 50 Уголовного кодекса КНР, если в ходе этого срока осуждённый не совершит умышленного преступления, то ему могут заменить смертный приговор на пожизненное заключение (а «при действительно серьёзном искуплении вины заслугами» — лишением свободы на срок от 15 до 20 лет).

## Процедура казни
В настоящее время в КНР смертная казнь в большинстве случаев осуществляется посредством смертельной инъекции, до этого применялся исключительно расстрел, который в настоящее время сохранился лишь для отдельных категорий преступников осуждённых на смертную казнь — убийц и наркоторговцев.
Смертный приговор должен быть объявлен публично. Смертные приговоры могут быть выполнены на специально отведённых для этого территориях, в местах содержания под стражей или в специальных мобильных фургонах.
В некоторых районах Китая нет конкретных правил и инструкций исполнения смертной казни. Специальная команда заранее выбирает место, которое станет местом казни. В таком случае, обычно, территория казни имеет три периметра: внутренний — 50 метров — для самой казни; радиус 200 метров от центра — для оцепления Народной вооруженной милиции, и в радиусе 2 км от территории казни — линия ответственности местной полиции. Общественность, как правило, не допускается посмотреть на казнь.
Роль палача в прошлом выполняли силы Народной вооруженной милиции, в последнее время её берёт на себя судебная полиция. Если у судебной полиции нет условий для исполнения приговора, он передаётся вооруженной милиции.
С 1949 года наиболее распространённым методом казни был расстрел, но в последнее время он в значительной степени заменён смертельной инъекцией. Смертельная инъекция чаще используется для осуждённых за экономические преступления и коррупцию, в то время как расстрелы используются для осужденных за убийство и наркоторговлю. Существует, однако, общая тенденция к тому, чтобы полностью перейти на смертельную инъекцию, поскольку экономическая выгода такого метода очевидна. Этот метод отстаивает и соответствующий комитет Центрального народного правительства, как менее болезненный и более гуманный.
Исполнение смертной казни контролируется сотрудниками прокуратуры. Судебные органы проверяют личность преступника, задают вопрос, желает ли он сказать последние слова перед смертью, а затем доставляют его к палачу для исполнения смертного приговора.
Народный судья, вызванный для руководства проведением смертной казни, должен предоставить доклад о выполнении приговора в Верховный народный суд.
Народный суд после исполнения уведомляет родственников преступника.

## Постепенное уменьшение количества смертных приговоров и «расстрельных» статей
В КНР существует тенденция к отмене смертной казни с одновременным увеличением максимальных сроков заключения. В 2011 году была отменена смертная казнь за 13 составов ненасильственных преступлений (такие как кража, контрабанда простых товаров и предметов, мошенничество с финансовыми векселями), при этом максимальный срок наказания за несколько преступлений увеличен с 20 до 25 лет. 1 ноября 2015 года вступили в силу принятые в августе того же года поправки в Уголовный кодекс, которые отменили смертную казнь еще за 9 преступлений (среди них контрабанда оружия и боеприпасов, распространение слухов, организация проституции или принуждение к занятию проституцией, препятствование несению воинской повинности). В апреле 2016 года было объявлено, что смертная казнь к коррупционерам будет применяться лишь в случае, если сумма похищенного имущества (или взятки) превышает 3 млн юаней (около 460 тыс. долларов).

## Необоснованные смертные приговоры и борьба общественности за отмену смертной казни
В Китае иногда оправдывают тех, кто осуждён к смертной казни (иногда посмертно). Например, 2 декабря 2016 года Верховным народным судом КНР был отменён приговор, вынесенный Не Шубиню (казнён в 1995 году). В 2016 году были оправданы и выпущены на свободу четверо мужчин, которым ранее вынесли смертные приговоры с отсрочкой в 2 года.
В Китае отмечаются попытки общественности добиться отмены смертной казни или смягчения наказания смертникам. Например, в ноябре 2016 года был казнён за убийство сотрудника деревенской администрации Цзя Цзинлун. Критики смертного приговора вели кампанию в социальных сетях и указывали, что власти могли бы признать смягчающими обстоятельства дела — снос дома смертника и его попытки сдаться властям.

## Трансплантация органов
В Китае на 2006 год около половины смертных казней производились путём проведения смертельной инъекции. Приговоренного обычно забирает специальный мобильный фургон (Jinguan Auto), в котором при участии врачей производится сама казнь. Использование инъекций и проведение процедуры в фургоне позволяют удешевить и ускорить казнь: не требуется постройка специальных дорогих помещений, для инъекции требуется лишь четыре человека. По некоторым сообщениям, часто органы убитых (например, почки), но не сердце, так как оно не пригодно для медицинского применения в силу необратимых изменений под воздействием препаратов смертельной инъекции, продаются для трансплантации, в том числе, вероятно, нелегальной, а применение фургонов ускоряет доставку органов и позволяет сократить время между смертью и пересадкой органа. Изъятие некоторых органов, например, печени, должно производиться не позднее 5 минут после остановки сердца (к примеру, в США считается, что при изъятии органов ранее, чем через 10—15 минут после смертельной инъекции причиной смерти может быть сам хирургический процесс). Останки погибших кремируют вскоре после казни, без предъявления родственникам или независимым свидетелям.
По отдельным публикациям, казненные через расстрел также могут служить источником органов для пересадки, при этом может производиться «временный выстрел» («неоконченная казнь»), наносящий тяжелые раны и позволяющий официально объявить приговоренного мертвым (без обычно требуемого в западных странах признания смерти мозга или остановки кровообращения). Затем производится доставка раненого в госпиталь для сбора органов и фактического завершения процедуры умерщвления.
Известно, что в Китае проводится намного больше трансплантаций, около 10—20 тысяч в год, чем, по официальным данным, доступно органов от добровольных доноров. Например, в 8—10 тысячах пересадок почек лишь около 3—4 % органов было получено от добровольцев.
Начиная с середины 2014 года, по заявлению властей КНР, подобное изъятие органов при смертной казни будет производиться только с согласия приговорённого.